# زراق الأطراف
زُراق الأطراف أو زُراق النهايات هو تغيُّر لون الأطراف من اللون الزهري الطبيعي إلى الأزرق وهو يحدثُ عادةً في اليدين رغم أنَّه قد يصيب القدمين والأجزاء المحيطيَّة من الوجه، مع أنَّ هذه الظاهرة ليست نادرة المُصادفة في الممارسة السريرية ومع أنَّه قد تمَّ وصفها منذ أكثر من 100 عام تقريباً ولكنَّ طبيعتها وتفسيرها ما زال غير واضح بدقة، وما زال مصطلح زُراق الأطراف يستخدم لوصف عدد كبير من الحالات المرضية غير المتماثلة.
الشكل الأساسي أو الأولي من داء زُراق الأطراف هو حالة جمالية أكثر منه حالة مرضيَّة، تُسبِّبه غالباً اضطرابات عصبية حميدة نسبياً ، وبغض النظر عن السبب، لا يتطلَّب النموذج الحميد عادةً أي علاج طبي. أمَّا زُراق الأطراف الناتجة عن التعرُّض للبرد لفترات طويلة وخصوصاً عند الأطفال والمرضى الذين يعانون من سوء في الحالة العامة فهي حالة طبية طارئة ، ومع ذلك فهناك اختلاف كبير بين ضربة الصقيع وزُراق الأطراف ويمكن التفريق بينهما من خلال الألم الذي يرافق الحالة الأولى فقط ولا يوجد في الحالة الثانية، وهناك العديد من الحالات المرضيَّة الأخرى التي قد تؤثِّر على اليدين والقدمين والوجه ويحدث فيها أيضاً تغيُّرات في لون الجلد يجب تمييزها عن زُراق الأطراف مثل:
- ظاهرة رينو
- الشرث
- متلازمة احمرار الأطراف المؤلمة
- متلازمة الإصبع الأزرق

ومع ذلك قد يكون تمييز زُراق الأطراف عن هذه الحالات صعباً للغاية في كثيرٍ من الأحيان.
أحياناً قد تكون زُراق الأطراف علامةً على مشكلة طبيَّة خطيرة كأمراض النسيج الضام، والأمراض المرتبطة بالزرقة المركزية، والإنتانات، والتسمُّم، ومتلازمة أضداد الفوسفولبيد، واضطرابات خضاب الدم، والأورام الخبيثة، في كل هذه الحالات السابقة يُطلق على تغيُّرات الجلد المرافقة اسم زُراق الأطراف الثانويَّة، وفي هذه الحالة يكون انتشارا الزرقة أقل وقد تترافق بالألم وهذا ما يُميُّزها عن زُراق الأطراف الأساسيَّة أو الأولية.

## العلامات والأعراض
يتميَّز داء زُراق الأطراف بالزرقة المحيطية «زرقة دائمة في اليدين أو القدمين أو الوجه» ، غالباً ما تكون الأطراف باردة وشاحبة وقد يظهر فيها بعض التورُّم وخصوصاً في الجو الحار ، قد يكون التعرُّق طبيعيَّاً أو غزيراً، وغالباً ما يؤدي التعرُّض للبرودة إلى تفاقم الزرقة والتعرُّض للحرارة إلى زوالها، وبغض النظر عن تغيُّرات لون الأطراف عادةً ما يكون المرضى غير مصابين بأيَّة أعراض أخرى ولا يوجد ألم مرافق، وعموماً ما يكون تغيُّر اللون هو الدافع الرئيسي للمرضى لمراجعة الطبيب.

## الفيزيولوجيا المرضيَّة
إنَّ الآلية الدقيقة لحدوث داء زُراق الأطراف ما تزال غير معروفة، ويعتقدُ غالبية المُختصِّين أنَّ اللون الأزرق ينتج عن تشنُّج الشرايين الجلدية المحيطيَّة، والتعرُّق الزائد ينتج عن التوسع المعاوض في أوردة الجلد والنسيج الشحمي تحت الجلد ، ينتج عن تشنُّج الأوعية الدموية المستمر بيئة من نقص الأكسجة وبالتالي يتحرَّر الأدينوزين ويوسِّع الأوردة، ويحدث إعادة تنظيم وتوزيع للحرارة المحيطية والأكسجة لاحقاً تحت تأثير عدد من الهرمونات والمستقبلات الكيميائية أهمها السيروتونين ، ويبدو أنَّ هذا يدعم الدراسات الحالية التي تشير إلى أنَّ داء زُراق الأطراف هو إحدى الآثار الجانبية غير الشائعة لتناول مضادات الاكتئاب ثلاثية الحلقة لأنَّ هذه الأدوية تمنع إعادة امتصاص السيروتونين وزيادة تركيزه في الدم ، وتمَّ الإبلاغ عن حدوث حالات من زُراق الأطراف بالارتباط مع تعاطي العديد من الأدوية والعقاقير الأخرى.

## التشخيص
يتم تشخيص زُراق الأطراف بشكل أساسي اعتماداً على القصة المرضيَّة والفحص السريري، وعموماً فالاستقصاءات المخبريَّة والشعاعية ليست ضرورية للتشخيص، يمكن استبعاد التشخيص عند وجود نبض محيطي طبيعي لأنَّ تضيُّق الشرايين في حال وجوده سيؤدي للحد من تدفق الدم للأطراف، يمكن التفريق بين زُراق الأطراف وبين ظاهرة رينو من خلال ملاحظة أنَّ الزرقة تكون مُتقطِّعة وليست مستمرة في ظاهرة رينو كما هو الحال في زُراق الأطراف، مع التأكيد على أنَّه لا يوجد أي ألم موضعي أو أي تقرحات في زُراق الأطراف، قد يكون منظار الأوعية الشعريَّة والاستقصاءات المخبريَّة الأخرى مفيدة في بعض الحالات ولكنَّ دورها يقتصر على إكمال التشخيص السريري ودعمه في الحالات غير الواضحة وخصوصاً عند وجود اضطرابات النسج الضامة.

## العلاج
لا يوجد علاج دوائي أو جراحي معياري لزُراق الأطراف، وعادةً ما يقتصر العلاج على طمأنة المريض وتهدئته ولا داعي لتجنُّب البرد، أحياناً ما يتمُّ اللجوء لقطع التعصيب الودي لتخفيف الزرقة، ومع ذلك نادراً ما يكون اللجوء لهذا الإجراء الباضع مُطلوباً، ولا يُنصح باستخدام الأدوية الموسِّعة للأوعية كعلاج رغم أنَّ بعض الدراسات التجريبيَّة تقترح أنَ حاصرات التعصيب الودي وحاصرات قنوات الكالسيوم فعَّالة في علاج زُراق الأطراف.

## إنذار المرض
رغم أنَّه لا يوجد علاج لزُراق الأطراف ومع ذلك فإنذار المرض ممتاز ، باستثناء الحالات التي تكون فيها زُراق الأطراف ناتجة عن مرض آخر مثل الخباثة، تصلب الشرايين، متلازمة أضداد الفوسفولبيد، التهاب الشغاف الجرثومي، إقفار الأطراف الحاد، وعلى كلِّ حال لا يوجد أي زيادة في خطر الإصابة بالمراضة والموت ولا توجد أي مضاعفات معروفة، وباستثناء تغيُّر اللون لا يوجد أي أعراض أخرى كالألم والخسارة الوظيفيَّة ومن المُتوقَّع أن يعيش المرضى حياة طبيعيَّة، أمَّا في حالات زُراق الأطراف الثانويَّة فإنَّ المرض المرافق هو الذي يُحدِّد الإنذار.

## وبائيات
لا يوجد تقارير شاملة عن مدى انتشار زُراق الأطراف، ورغم ذلك يبدو أنَّ هناك زيادة في انتشارها لدى الأطفال والبالغين في الثلاثين عاماً الماضية ، تشيرُ البيانات الوبائيَّة إلى أنَّ الطقس البارد وانخفاض مؤشر كتلة الجسم هي أهم عوامل الخطورة لتطوير داء زُراق الأطراف ، وهكذا ستكون زرقة النهايات أشيع عند النساء منها عند الرجال بسبب الاختلافات في مؤشر كتلة الجسم، ومع ذلك غالباً ما ينخفض معدل الحدوث مع التقدُّم بالعمر بغض النظر عن الطقس والمناخ البارد، كما أنَّه يغيب تماماً عند النساء بعد انقطاع الطمث ممَّا يشير لأهميَّة التأثيرات الهرمونية.

## عند المواليد
يعتبر داء زُراق الأطراف شائعاً عند المواليد الجُدد وخصوصاً عند الخُدَّج ، التداخل العلاجي غير مطلوب عادةً، ومع ذلك فأغلب المستشفيات تقوم بتطبيق الأكسجين الصافي كتدبير وقائي وعلاجي.

## ظاهرة رينو
سُمِّي هذا المرض على اسم الطبيب الفرنسي موريس رينود الذي يُعتبر أول من وصفه، ويمكن اعتبار هذه الظاهرة رد فعل وعائي حركي على البرودة أو الانفعالات العاطفية والنفسية يؤدي لتشنُّج الأوعية المحيطية ونقص التدفق الدموي للأطراف، قد تسبب هذه الحالة ألم وتنميل في الأطراف وشحوب أو تبدُّلات لونية فيها، هذه التبدلات اللونيَّة تكون مُتدرجة ومتعاقبة ففي البداية وعند التعرض لدرجة حرارة منخفضة يصبح لون الجلد شاحباً أو أبيضاً نتيجة نقص التروية الدموية فيه، لاحقاً ومع استمرار نقص التروية وحدوث انخفاض شديد في الأكسجة يتحوَّل لون الجلد إلى الأزرق، وعادةً ما تختفي كل الأعراض ويعود الجلد إلى لونه الزهري الطبيعي عند تدفئة الطرف المصاب، ويعتبر دواء النيفيدبين وهو من حاصرات الكالسيوم علاجاً فعالاً لهذه الظاهرة، لأنَّه يوسع الأوعية المحيطية ويزيد تدفُّق الدم إلى الأطراف ويُقلِّل الألم.
يمكن تفريق ظاهرة رينو عن زُراق الأطراف من خلال أمرين اثنين: الألم المرافق للحالة، وتبدُّل اللون هنا لا يكون دائماً ومستمراً وشاملاً لكل الأطراف.